# Rónai Ernő
Rónai Ernő (Nagyvárad, 1896. december 8. – Budapest, 1970. január 28.) író, magántisztviselő.
Rónai Árpád és Glancz Katalin fia. Elbeszélései, regényei önéletrajzi fogantatásúak: vasutas apjáról, első világháborús és hadifogoly emlékeiről, munkaszolgálatos viszontagságairól szólnak.

## Művei
- Krasznojárszk (Nagyvárad 1939, 1940)
- Sorsok... Életek... (Budapest, 1942)
- Vasutasok (Budapest, 1944)
- Örök szégyen (Budapest, 1947)
- Szibérián keresztül (Budapest, 1948)
- Zúg a Jenisszej (Budapest, 1948)